# Rigo Sanchez
Rigo Sanchez (...) è un attore statunitense.

## Biografia
Rigo Sanchez ha iniziato la sua carriera recitativa nel 2002 apparendo in varie serie televisive come The Shield, The District, CSI: Miami e NCIS - Unità anticrimine, mentre nel 2007 ha preso parte al film TV Pandemic - Il virus della marea e, l'anno successivo, ha ottenuto un ruolo ricorrente in Weeds. Nel 2016 ha interpretato il ruolo di Karl Stoltz in sei episodi della serie televisiva Golia, mentre dall'anno successivo veste i panni ottiene il ruolo ricorrente di Hector Martinez in The Last Ship. Dal 2019 al 2020 ottiene un ruolo ricorrente in Briarpatch, mentre dal 2019 al 2021 appare in ventitré episodi di Animal Kingdom.
Dal 2020 al 2022 interpreta Rigo Vasquez nella serie televisiva Station 19. mentre nel 2024 è apparso in dieci episodi di Outer Banks. Il 15 gennaio 2025 viene annunciato il suo ingresso nel cast della seconda stagione dell'adattamento live action Netflix di One Piece nel ruolo di Monkey D. Dragon.

## Filmografia

### Cinema
- Hotel California, regia di Geo Santini (2008)
- The Cross Before Me, regia di Denise Chan - cortometraggio (2008)
- The Book of the Border, regia di Andres Torres-Vives - cortometraggio (2009)
- Down for Life, regia di Alan Jacobs (2009)
- Benny Picasso, regia di Charlie Alderman - cortometraggio (2013)
- McFarland, USA, regia di Niki Caro (2015)
- Cobalt 60, regia di Jake Burnstein e Brandon Verdi - cortometraggio (2015)
- Certifiable, regia di Jessica Lowrey - cortometraggio (2015)
- Beneath Us, regia di Max Pachman (2019)
- Worthy, regia di Jalmer Caceres - cortometraggio (2023)

### Televisione
- The Shield - serie TV, episodio 1x12 (2002)
- The District - serie TV, episodio 4x02 (2003)
- CSI: Miami - serie TV, episodio 2x05 (2003)
- NCIS - Unità anticrimine (NCIS) - serie TV, episodio 1x06 (2003
- Karen Sisco - serie TV, episodio 1x07 (2003)
- Las Vegas - serie TV, 3 episodi (2004-2007)
- The O.C. - serie TV, episodio 3x01 (2005)
- Cold Case - Delitti irrisolti (Cold Case) - serie TV, episodio 3x06 (2005)
- Grey's Anatomy - serie TV, 2 episodi (2005)
- E.R. - Medici in prima linea (ER) - serie TV, episodio 12x21 (2006)
- Pandemic - Il virus della marea (Pandemic) - miniserie TV, 2 puntate (2006)
- Lincoln Heights - Ritorno a casa (Lincoln Heights) - serie TV, episodio 1x03 (2007)
- The Closer - serie TV, episodio 3x07 (2007)
- American Body Shop - serie TV, episodio 1x08 (2007)
- My Name Is Earl - serie TV, episodio 3x03 (2007)
- Beautiful (The Bold and the Beautiful) - soap opera, puntata 1x5193 (2007)
- Journeyman - serie TV, episodio 1x12 (2007)
- Crash and Burn - Dannatamente veloci (Crash and Burn), regia di Russell Mulcahy - film TV (2008)
- Weeds - serie TV, 3 episodi (2008)
- The Event - serie TV, 2 episodi (2010)
- Growing Up Normal, regia di James Pinchak - film TV (2011)
- The Record Keeper - serie TV, 2 episodi (2013-2014)
- The Rolling Soldier - serie TV, 5 episodi (2015)
- Regina del sud (Queen of the South) - serie TV, 2 episodi (2016)
- Golia (Goliath) - serie TV, 6 episodi (2016)
- S.W.A.T. - serie TV, episodio 1x20 (2018)
- The Last Ship - serie TV, 7 episodi (2019)
- All American - serie TV, episodio 1x13 (2019)
- Lucifer - serie TV, episodio 4x05 (2019)
- Too Old to Die Young - miniserie TV, episodio 1x01 (2019)
- Briarpatch - serie TV, 5 episodi (2019-2020)
- Animal Kingdom - serie TV, 23 episodi (2019-2021)
- Station 19 - serie TV, 9 episodi (2020-2022)
- Diggstown - serie TV, 5 episodi (2022)
- Outer Banks - serie TV, 10 episodi (2024)
- Duster - serie TV, episodio 1x04 (2025)
- One Piece - serie TV (2026)

## Doppiatori italiani
Nelle versioni in italiano delle opere in cui ha recitato, Rigo Sanchez è stato doppiato da:
- Stefano Crescentini in The Shield
- Guido Di Naccio in McFarland, USA, Station 19
- Massimo Triggiani in Golia
- Francesco Bulckaen in Lucifer
- Francesco De Francesco in Outer Banks